# Pallonji Mistry
Pallonji Shapoorji Mistry (né le 1er juin 1929 et mort le 28 juin 2022 à Bombay,) est un magnat irlandais de la construction. 

## Carrière
Le père de Pallonji Mistry acheta des actions dans Tata Sons dans les années 1930, une participation qui s'élève maintenant à 18,4 %. Mistry est le plus grand actionnaire particulier de Tata Sons, une entreprise détenue principalement par des conglomérats,. La famille Mistry détient une entreprise de construction gigantesque, Shapoorji Pallonji. Shapoorji, le patriarche et père de Pallonji, a construit quelques-uns des sites de Bombay autour de la région du Fort - la Hong Kong & Shanghai Bank, la Grindlays Bank, la Standard Chartered Bank, la State Bank of India et les bâtiments de la Reserve Bank of India.
Pallonji Mistry est un milliardaire très discret, donnant rarement des interviews et apparaissant peu en public. Ses employés l'appellent l'homme sans défauts et ses amis le décrivent comme humble. Il est connu dans le groupe Tata comme le « fantôme de la Bombay House » (Phantom of Bombay House) pour sa façon de commander calme mais assurée depuis le siège de l'empire de Tata dans le sud de Bombay.

## Fortune
Selon Forbes, sa fortune est estimée en 2012 à 9,7 milliards de dollars faisant de lui la personne d'origine parsie la plus riche. Avec 18,4 % d'actions dans Tata Sons, il est l'actionnaire particulier le plus important du Groupe Tata. Il est aussi le président du Shapoorji Pallonji Group (en) par lequel il détient Shapoorji Pallonji Construction Limited, Forbes Textiles et Eureka Forbes (en) Limited. Il a également été président de l'Associated Cement Companies. Pallonji a abandonné sa citoyenneté en 2003 pour devenir irlandais, l'Inde n'autorisant pas la double nationalité. Son fils Cyrus est devenu en décembre 2012 président de Tata Sons succédant à Ratan Tata. Une courte biographie de Mistry, The Moguls of Real Estate, a été écrite en 2008 par Manoj Namburu.

## Vie personnelle
Pallonji Mistry devient citoyen irlandais en 2003  par son mariage avec Patsy Perin Dubash, une Irlandaise native de Dublin. Il abandonne alors sa citoyenneté indienne car l'Inde ne reconnait pas la double citoyenneté, mais il vit toujours à Bombay. Il détient une participation dans le Taj Mahal Hotel qui a été attaqué par des terroristes en 2008. L’intérêt que la famille porte à l'Irlande est accentué par son amour des chevaux. Ils ont un haras de 200 acres (81 ha) à Pune en Inde. Cette exploitation filtre de l'eau potable pour abreuver 100 chevaux. Mistry a également une maison de 930 m2 à Pune.
Il a deux fils, Shapoor et Cyrus Pallonji Mistry, et deux filles, Laila et Aloo. Son fils Shapoor Mistry est marié à Behroze Sethna, la fille du juriste Rusi Sethna. Son second fils, Cyrus Pallonji Mistry, est marié à Rohika Chagla, la fille du juriste Iqbal Chagla. Sa fille Laila est mariée à Rustom Jehangir et son autre fille, Aloo, est mariée à Noel Tata, le demi-frère de Ratan Tata. Son gendre Noel Tata (en) est le président de la branche de détail du groupe Tata. Son fils Cyrus Pallonji Mistry est président de Tata Sons depuis décembre 2012.

### Religion
Pallonji Mistry est Parsi, sa religion est le zoroastrisme.